# 辺野古節
「辺野古節」(へのこぶし／HENOKO-BUSHI) は、2008年3月5日に発売されたDVD『ライヴ辺野古』に付属の、 ソウル・フラワー・ユニオンのシングル。

## 解説
「辺野古節」は、中川敬が沖縄・辺野古の米軍基地建設計画阻止行動の闘いに捧げた、沖縄民謡調（主旋律はヤマト調）の楽曲。ソウル・フラワー・モノノケ・サミットのライヴでも演奏される。
シングルは、ソウル・フラワー・ユニオンとソウル・フラワー・モノノケ・サミット初のライヴDVD作品『ライヴ辺野古』に付属で付いてくる、4ヴァージョン入りのマキシである。DUTY FREE SHOPP.の知花竜海によるリミックス・ヴァージョンも収録されている。
「辺野古節」は、この4ヴァージョン以外にも、マキシ・シングル『寝顔を見せて』に収録された「アコースティック・ヴァージョン」が存在する。
盤面イラストは辺野古ビーチで行われた「PEACE MUSIC FESTA」でライヴペインティングを行なった奥野亮平が手掛ける。

## 収録曲
1. 辺野古節＜ユニオン・ヴァージョン＞
2. 辺野古節＜ダンシング・ジュゴン・ミックス＞
3. 辺野古節＜ネイキッド・ヴァージョン＞
4. 辺野古節＜ユニオン・ヴァージョン＞(インスト)

## 備考
- M-2 は、DUTY FREE SHOPP.の知花竜海によるリミックス
- M-3 は、沖縄民謡編成（唄、三線、島太鼓、三板）のミックス